# NGC 3070
NGC 3070 في الفهرس العام الجديد، هي مجرة، تقع في كوكبة الأسد. اكتشفت في 15 مارس 1784 بواسطة ويليام هيرشل.

## روابط خارجية
- NGC 3070 على موقع ويكي سكاي: DSS2, SDSS, GALEX, IRAS, Hydrogen α, X-Ray, Astrophoto, Sky Map, Articles and images